# 波洛亞
波洛亞（英語：Poloa）是位於美屬薩摩亞的一座村莊。它位於阿拉托瓦區圖圖伊拉島的西側。該地區的主要教派是衛理公會和基督教。波洛亞有一所小學。它位於萊阿拉圖奧縣。
波洛亞防禦工事被列入2012年國家史蹟名錄，隸屬美國內政部。第二次世界大戰後，波洛亞防禦工事成為當地居民的社交聚會場所。

## 2009年海嘯
波洛亞幾乎所有建築都在2009年薩摩亞地震中遭到嚴重破壞，其中包括大部分房屋和一座教堂。重建工作是在聯邦緊急事務管理署的指揮下進行的。兩次大海嘯襲擊了這個村莊。波洛亞有一人罹難。

## 人口統計
根據2010年美國人口普查的數據顯示，居住於波洛亞的人口為193人。